# Blaustein (Naturstein)

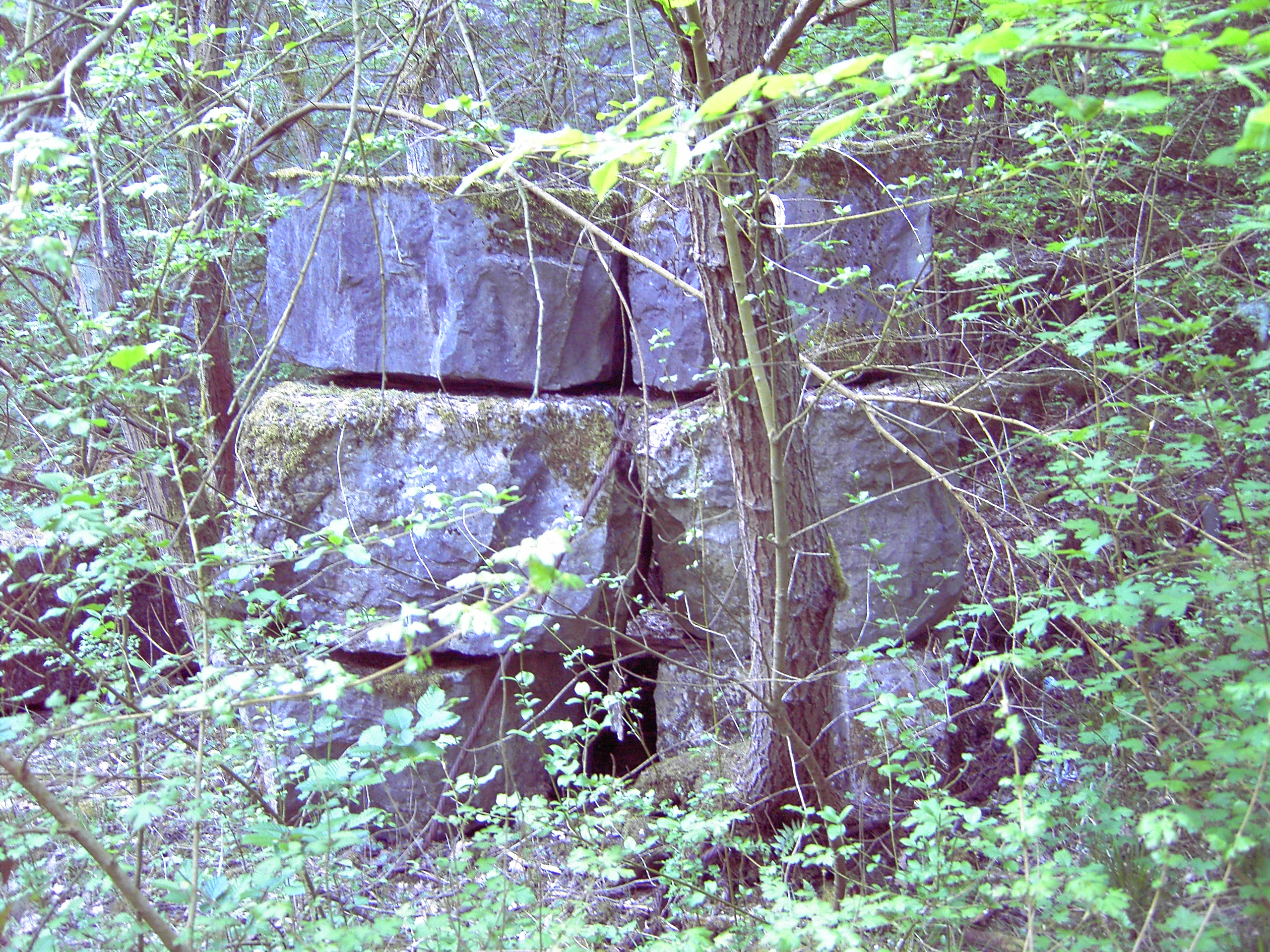
Blausteinblöcke im Naturschutzgebiet Schomet bei Stolberg (Rhld.)

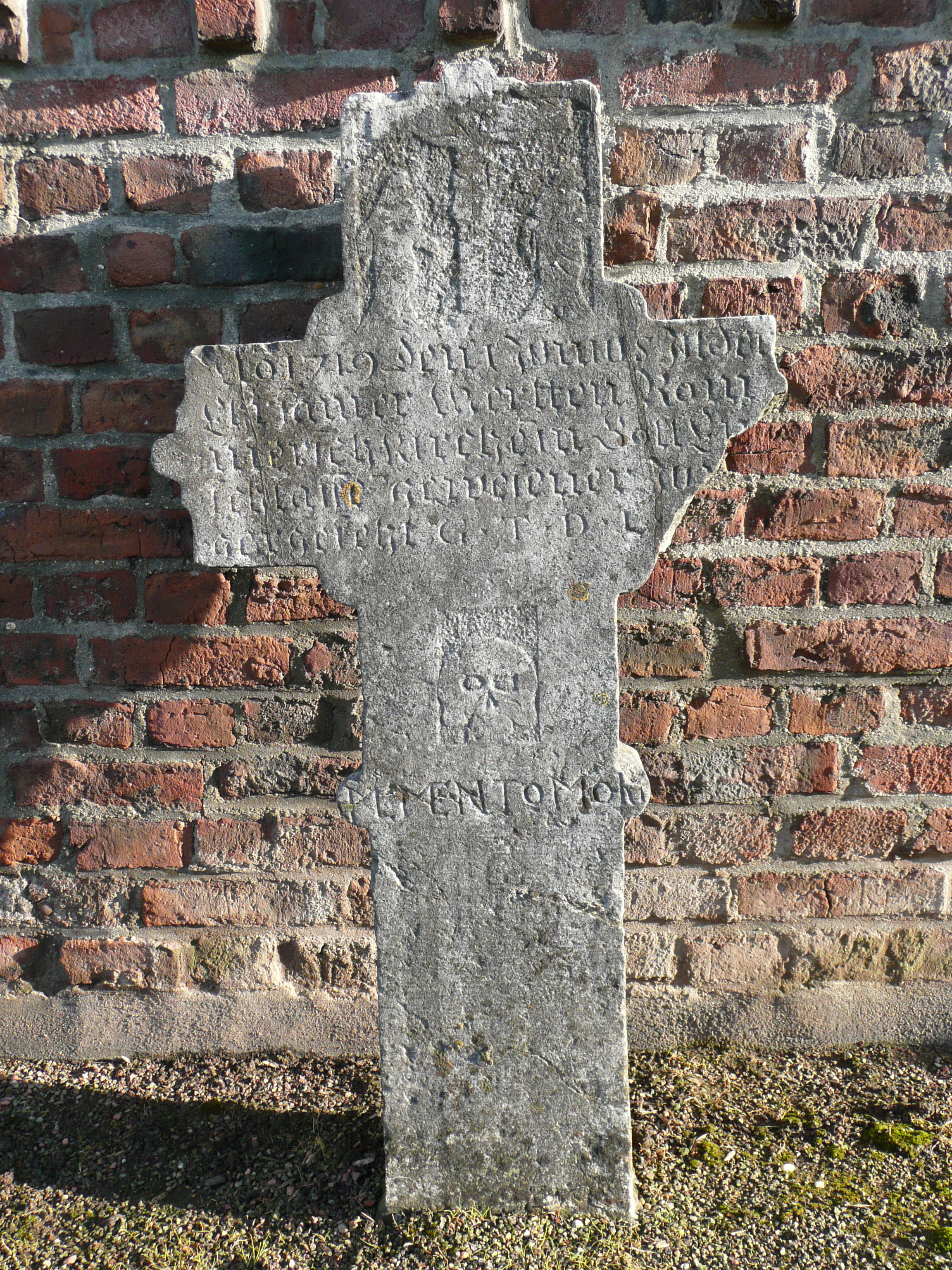
Blausteinkreuz aus dem Jahre 1719 in Golzheim

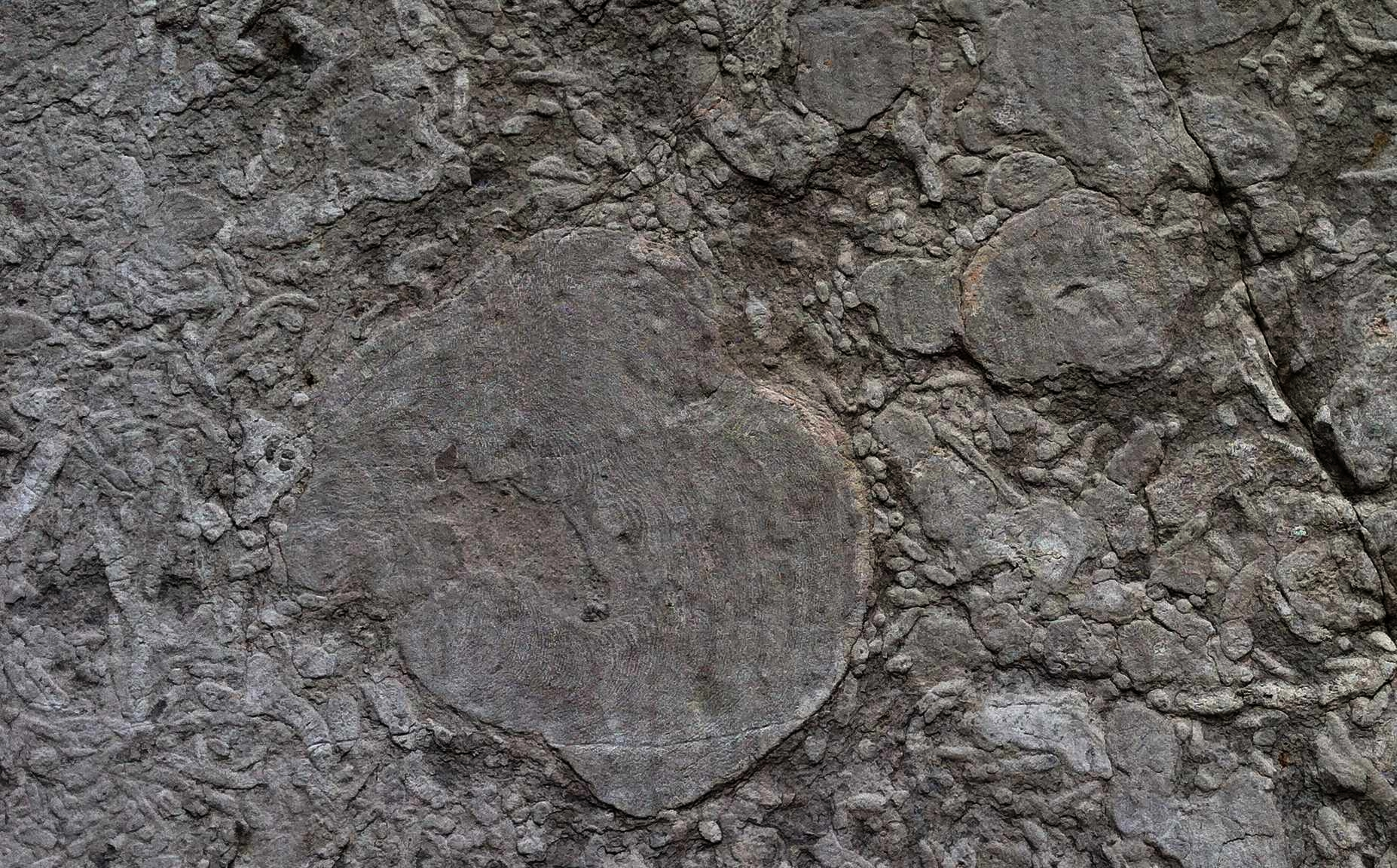
Verwitterter Blaustein mit Fossilien vom Aachener Dom (Ungarnkapelle)

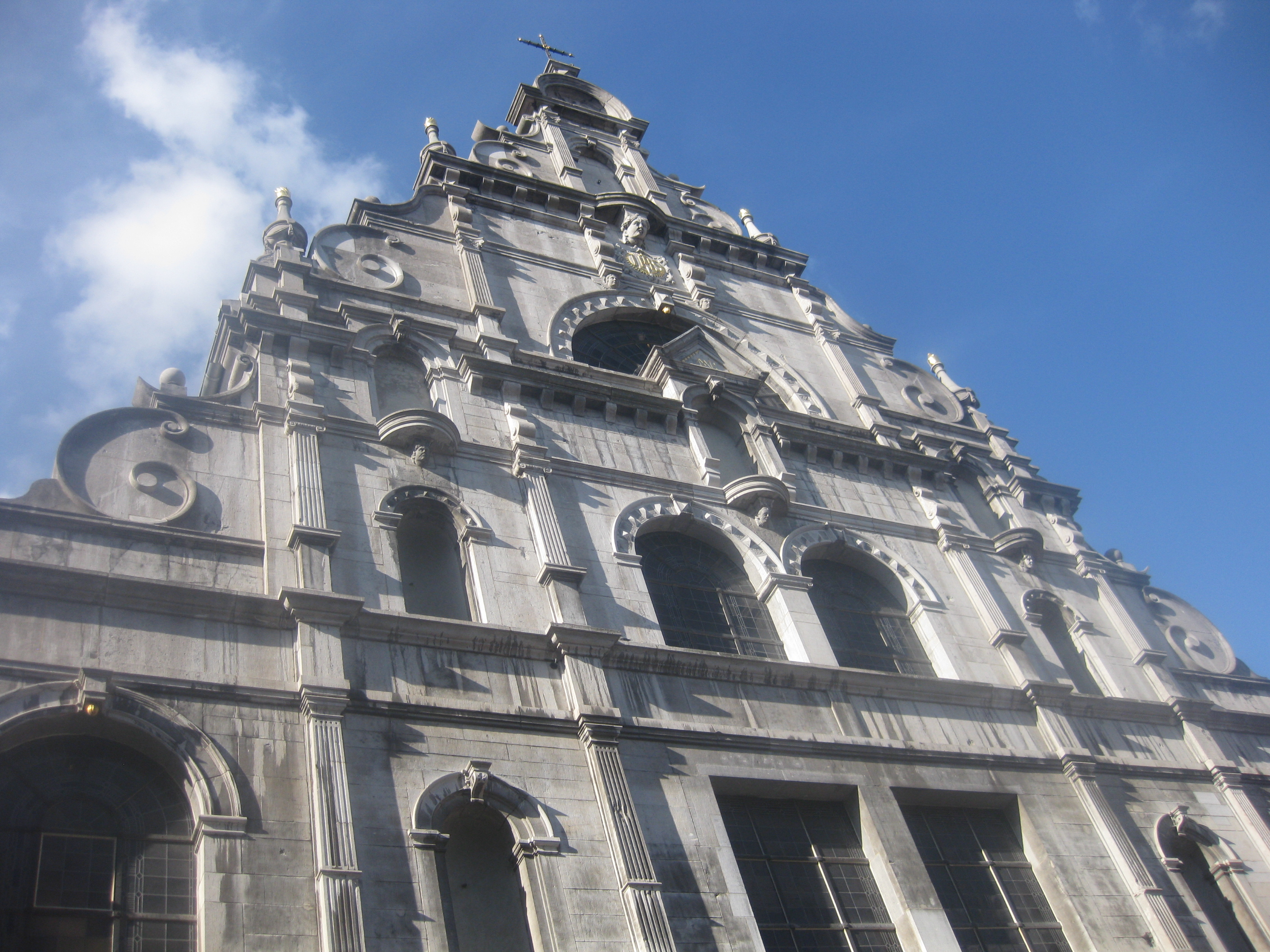
Fassade von St. Michael in Aachen

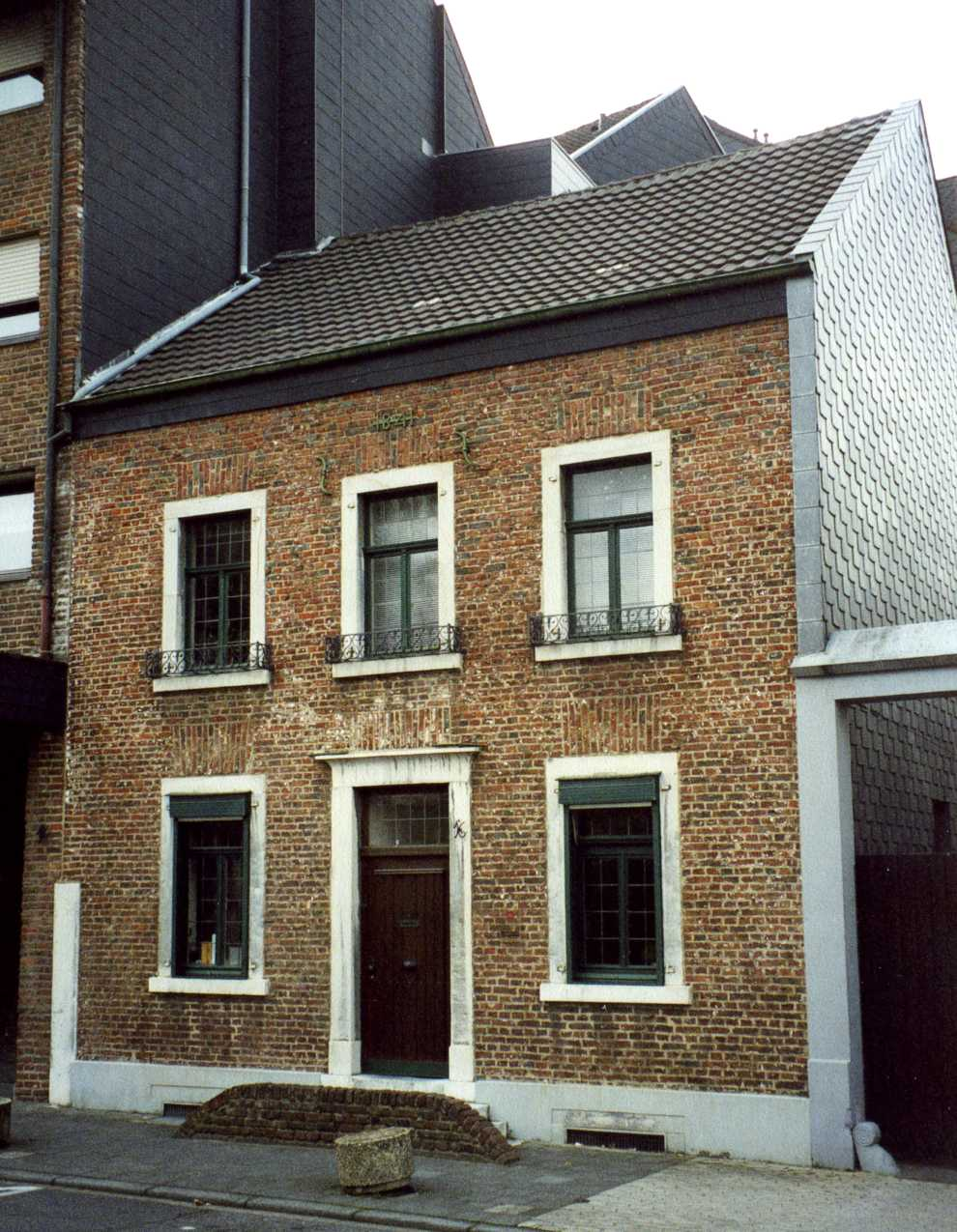
Fensterleibung und Türsturz sowie Haussockel in Eschweiler

Blaustein ist eine Handelsbezeichnung für unterschiedliche Gesteine. Zu den bekanntesten „Blausteinen“ zählen:
- Rechter Blaustein – ein Schiefer aus dem Unterordovicium mit einem Alter von 488,3 bis 478,6 Millionen Jahren. Er wurde Unter Tage in der Ortschaft Recht in Belgien abgebaut. Mittlerweile sind die beiden Großen Stollen geschlossen, einer der beiden Stollen ist für Besucher als Blausteinmuseum zugänglich.
- Aachener Blaustein – ein Kalkstein aus dem Mittel- bis Oberdevon mit einem Alter von 392 bis 374,5 Millionen Jahren und dem Unterkarbon mit einem Alter von 359,2 bis 328,3 Millionen Jahren.

## Abgrenzung
Da die Steinbrüche bei Aachen erschöpft sind, kann dort kein hochwertiges Material mehr produziert werden. Als Ersatz wird meist „Belgisch-Granit“ eingesetzt, der häufig auch als Petit Granite bezeichnet wird, dessen charakteristisches Merkmal das massenhafte Auftreten von Seelilienstielgliedern (Crinoiden) ist. Der Werkstein wird auch noch heute in Belgien bei Soignies (Provinz Hennegau) und Tournai (Ourthe-Tal) abgebaut. „Belgisch-Granit“ ist ebenfalls ein Kalkstein und kein magmatisches Gestein wie Granit.
Das englische Wort bluestone bezeichnet ein Dolerit-Gestein, das vor allem in den Preseli-Bergen in Wales zutage tritt und aus dem auch die meisten kleineren Steinblöcke von Stonehenge bestehen. Diese haben von Natur aus weitgehend glatte Oberflächen oder lassen sich entsprechend spalten, was sowohl den Transport, als auch eine eventuell notwendige nachträgliche Bearbeitung erleichterte.

## Rechter Blaustein
„Rechter Blaustein“ kam aus dem Ort Recht bei Sankt Vith in Ostbelgien 50° 19′ 20″ N, 6° 3′ 26″ O. Der bläuliche Schiefer wurde dort zunächst im Übertagebau und ab 1880 im Untertagebau gewonnen. Vor dem Ersten Weltkrieg wurde das Bergwerk aus wirtschaftlichen Gründen geschlossen. Seit dem 18. Mai 2007 ist es wieder als Besucherbergwerk geöffnet.

## Aachener Blaustein
„Aachener Blaustein“ ist die Handelsbezeichnung eines dunkelgrauen bis schwarzen Kalksteins aus unterschiedlichen geologischen Systemen, der am Nordrand des Hohen Venns im Südosten von Aachen, in Steinbrüchen im jetzigen Naturschutzgebiet Schomet abgebaut wurde (50° 43′ 27″ N, 6° 13′ 17″ O). Vermutlich stammt die Bezeichnung von flämischen Steinmetzen, die nach dem Stadtbrand im 17. Jahrhundert nach Aachen kamen und hier die Bezeichnung Blaw Stejn einführten. Bereits Hermann von Weinsberg (1518–1597), Ratsherr in Köln, beschreibt in seinen Lebenserinnerungen (Das Buch Weinsberg. Aus dem Leben eines Kölner Ratsherrn) Grabsteine aus „Blaustein“.
Die Gesteine des Unteren Walheim-Massenkalks aus dem Givetium, des Oberen Walheim-Massenkalks aus dem Frasnium sowie der Frasnium-Knollenkalk gehören zu den verwendeten Blaustein-Varietäten des Devons. Aus dem Unterkarbon wurden der Untere, Mittlere und Obere Kohlenkalk als Blaustein verarbeitet. Charakteristisches Merkmal der Aachener Blausteine ist das Auftreten zahlreicher Fossilien wie Moostierchen (Bryozoen), Goniatiten, Hydrozoa, Korallen und Stromatoporen. Der Stein hat frisch geschlagen und poliert eine fast schwarze, blaugraue bis blaugrüne Farbe. Diese ändert sich zu weißgrau, wenn er lange Zeit der Verwitterung ausgesetzt ist.
Genutzt wurde Blaustein als Werkstein für Fenstereinfassungen, Türschwellen, Treppen, Bodenbeläge, Grabmale sowie Kirchenausstattung wie Altäre und Taufbecken. Viele barocke Bauten Aachens und der Umgebung sowie auch der Sockel der gotischen Chorhalle des Aachener Doms sind aus Blaustein errichtet. Auch der mittelalterliche Kanal für die Pau bestand aus diesem Material.